# 勤工助学
「勤工助学」（或勤工俭学、勤工儉讀）指在学习的同时通過兼職或假期工作，获得报酬以资助自身的学习和生活。
在台灣稱之為「工讀」，此類學生即「工讀生」（半工半讀學生）。在香港則稱為「半工半讀」或「半工讀」。

## 沿革
留法勤工儉學運動興起於辛亥革命後不久，是由蔡元培、吳玉章、李石曾等倡導和發起:31。他們希望動員有志青年到法國去學習先進科學技術和文化知識，輸入西方文明，實行「科學救國」、「實業救國」和「教育救國」:31。民國元年（1912年），李石曾等在北京發起成立留法儉學會和第一所留法預備學校，並制訂《留法儉學會簡章》:31：「惟西國學費，宿稱耗大，其事至難普及。曾經同志籌思，擬興苦學之風，廣闢留歐學界。今共和初立，欲造成新社会、新国民，更非留学莫济，而尤以民气民智先进之国为宜」。汪精卫、李石曾、蔡元培、吴玉章等人发起「留法俭学会」。
1916年6月，蔡元培等在法國巴黎成立華法教育会:31-32。該會的宗旨是：「發展中法兩國之交通，尤重以法國科學與精神之教育，圖中國道德、知識、經濟之發展。」主要任務是在法國創設中文學校，出版中法文書籍、報刊，介紹學生留法，組織華工教育，聯絡中法學者諸團體，幫助法人遊學中國等:32。帮助更多的中国人走出国门学习西学，掀起一股「勤工俭学」留學法國的風潮。1917年，蔡元培、吳玉章成立北京華法教育會和留法勤工儉學會，作為經辦全國赴法勤工儉學之總機關:32。到1919年，在上海、四川、湖南、廣東、直隸、山東、福建等省市相繼成立華法教育分會，並陸續開辦留法預備學校20多所:32。

## 中国大陆
此詞在中华人民共和国教育部和中华人民共和国财政部联合制定了《高等学校学生勤工助学管理办法》和《共青团中央、教育部关于进一步做好大学生勤工助学工作的意见》（中青联发〔2005〕14号）等文件、指示及办法而被确定。
從1919年初到1920年底，已有1,600多名學生遠涉重洋，到達法國勤工儉學，留法勤工儉學運動在全國形成熱潮:32。在留法勤工儉學運動中，四川和湖南青年最積極；四川勤工儉學運動由吳玉章組織，四川赴法人數居全國各省首位:32。参加勤工儉學運動的中国留学生，包括周恩來、邓小平、张振华等著名人士。早期的勤工俭学和爱国救国活动联系一起，爱国人士为求改变中国弱势和引进西方科学文化。
隨勤工活动对象逐渐从留学学生回归到大多数的国内学生中去，勤工俭学日渐成熟。社会、学校倡导「生活节俭，课余勤工」的勤工俭学思想，并通过国家助学金，帮助学生安心学习。其针对的，是那些经济困难，但想通过勤工來继续求学的贫困学生。勤工活动使得众多学校成立了勤工组织，從而對大量学生继续求学，有着巨大作用。
由于目前中国大陆生活条件的迅速提高，和国力的迅猛发展，逐渐形成「勤工者未必俭学者」的转变。继承了勤工俭学的内涵，勤工俭学的发展，而跳出了原先陈旧的体制和形式结合实际、实践的一种改进。随着其需求增加，大多高校都设置了专门管理勤工助学的部门，提供的勤工助学岗位针对补贴贫困生。 学生不仅希望改善生活，实际上都希望得到锻炼，带来实践的提高、思想的磨砺，增強對社会认识。对于勤工助学的勤工俭学活动及报酬，中华人民共和国财政部、教育部有亦对之作出一些原则性规定，以求保障学生和保证学生的安全。勤工助学隨发展，除將成为社会实践形式之一，也将原有「俭学」内涵，完全更新成「助学」，帮助学生在校的学习、知识的学习、能力的学习、实践的学习等，及增加学生的创业活动。